# Michael Curtiz
Michael Curtiz, ursprungligen Manó Kaminer (magyariserat till Mihály Kertész), född 24 december 1886 i Budapest i Österrike-Ungern, död 10 april 1962 i Sherman Oaks i Los Angeles, var en amerikansk regissör.
Curtiz praktiserade en tid vid Nordisk Film i Danmark, där han var regiassistent och skådespelare i bolagets film Atlantis (1912). Han regisserade många filmer i Europa innan han inbjöds till Hollywood 1926 av Warner Bros. Curtiz blev amerikansk medborgare 1936. Han har bland annat regisserat Casablanca (1942).

## Filmografi i urval
- 1912 – Atlantis
- 1923 – Der junge Medardus
- 1924 – Harun al Raschid
- 1924 – Die Sklavenkönigin
- 1926 – Fiaker Nr. 13
- 1926 – Der goldene Schmetterling
- 1926 – The Third Degree
- 1928 – Noah's Ark
- 1930 – Kontorshustrun (ej krediterad)
- 1930 – Mammy
- 1931 – Hans onda genus
- 1932 – Polisens lockbete
- 1932 – Doktor X
- 1932 – Vita slavar
- 1932 – 20.000 år i Sing Sing
- 1933 – Mystery of the Wax Museum
- 1933 – Genom nyckelhålet
- 1933 – Privatdetektiv 62
- 1933 – Förvildad ungdom (ej krediterad)
- 1933 – Goodbye Again
- 1933 – Kinesiska rummets hemlighet
- 1933 – Ungkarlsflickan
- 1934 – På väg till Mandalay
- 1934 – Jimmy the Gent
- 1934 – The Key
- 1934 – Som hemlig politisk agent
- 1935 – Svart raseri
- 1935 – Sensationen för dagen
- 1935 – Kapten Blod
- 1936 – Den levande döde
- 1936 – Äventyraren Anthony Adverse
- 1936 – De tappra 600
- 1937 – Den svarta ligan (ej krediterad)
- 1937 – Storstadsdesperados (ej krediterad)
- 1937 – En boxare bland gangsters
- 1937 – Den fulländade mannen
- 1938 – Den gyllene jorden
- 1938 – Robin Hoods äventyr
- 1938 – En fästmö för mycket
- 1938 – Fyra döttrar
- 1938 – Panik i gangstervärlden
- 1939 – Landet bortom lagen
- 1939 – Elisabeth och Essex
- 1939 – Fyra fruar
- 1940 – Västerns musketörer
- 1940 – Slaghöken
- 1940 – Vägen till Santa Fe
- 1940 – Varg-Larsen
- 1941 – Vingar ovan molnen
- 1942 – Stormfåglar
- 1942 – Yankee Doodle Dandy
- 1942 – Casablanca
- 1943 – På uppdrag i Moskva
- 1943 – Irving Berlins paradrevy
- 1944 – På väg mot Marseille
- 1945 – Mildred Pierce – en amerikansk kvinna
- 1946 – Night and Day
- 1947 – Pappa och vi
- 1947 – Icke misstänkt
- 1948 – På kryss till Rio
- 1949 – Jazzflickan
- 1949 – Flamingovägen
- 1950 – Ung man med trumpet
- 1950 – Brinnande guld
- 1950 – Illdåd ombord
- 1951 – Olympiadens hjälte
- 1951 – Jag föll för din sång
- 1952 – Jazzsångaren
- 1953 – En chans på tusen
- 1954 – Sinuhe, egyptiern
- 1954 – White Christmas
- 1955 – Trasiga änglar
- 1957 – Nattklubbsdrottningen
- 1958 – Mannen från sydstaterna
- 1958 – King Creole
- 1959 – Fångad i nätet
- 1960 – Skandal i Wien
- 1960 – Huckleberry Finns äventyr
- 1961 – Mannen från Assisi
- 1961 – Comancheros